# جی هریس (بازیکن فوتبال، زاده ۱۹۸۷)
جی هریس (انگلیسی: Jay Harris؛ زادهٔ ۱۵ آوریل ۱۹۸۷) بازیکن فوتبال اهل بریتانیا است.
از باشگاه‌هایی که در آن بازی کرده است می‌توان به باشگاه فوتبال ترانمره راورز، باشگاه فوتبال آکرینگتون استنلی، باشگاه فوتبال اورتون، باشگاه فوتبال ورکسام، و باشگاه فوتبال چستر سیتی اشاره کرد.

== زندگی‌نامه اولیه ==
جیمز ویلیام «جی» هریس در [[لیورپول]] به دنیا آمد. او فوتبال خود را از رده‌های جوانان [[باشگاه فوتبال اورتون|اورتون]] آغاز کرد و در همان‌جا پرورش یافت.
== دوران باشگاهی ==
=== اورتون ===
هریس فوتبال حرفه‌ای خود را در سال ۲۰۰۵ با اورتون آغاز کرد، اما فرصت حضور در تیم اصلی را پیدا نکرد.
=== آکرینگتون استنلی ===
او در سال ۲۰۰۶ به [[باشگاه فوتبال آکرینگتون استنلی]] پیوست و طی دو فصل حضور، در ۷۳ مسابقهٔ لیگ به میدان رفت و ۲ گل به ثمر رساند.
=== چستر سیتی ===
در سال ۲۰۰۸ به [[باشگاه فوتبال چستر سیتی]] ملحق شد و یک فصل برای این تیم بازی کرد.
=== ورکسام (دور اول) ===
او در سال ۲۰۱۰ به [[باشگاه فوتبال ورکسام]] پیوست و طی پنج فصل حضور، بیش از ۱۸۰ بازی انجام داد و ۱۶ گل زد.
=== ترانمره راورز ===
هریس در سال ۲۰۱۵ با [[باشگاه فوتبال ترانمره راورز]] قرارداد بست و تا سال ۲۰۱۹ در این تیم حضور داشت و ۸ گل در ۱۲۷ بازی به ثمر رساند.
=== مکلسفیلد تاون ===
او فصل ۲۰۱۹–۲۰۲۰ را در [[باشگاه فوتبال مکلسفیلد تاون]] گذراند و ۲۵ بازی انجام داد.
=== ورکسام (دور دوم) ===
در سال ۲۰۲۰ دوباره به ورکسام بازگشت و در یک فصل، ۳۷ بازی برای این باشگاه انجام داد.
=== وارینگتون تاون ===
از سال ۲۰۲۱ تاکنون برای [[باشگاه فوتبال وارینگتون تاون]] به میدان می‌رود و یکی از بازیکنان کلیدی این تیم در خط میانی است.
== سبک بازی ==
هریس به‌عنوان یک هافبک میانی شناخته می‌شود که به سخت‌کوشی، دوندگی بالا و قدرت رهبری در زمین شهرت دارد.
== آمار باشگاهی ==
(آمار تا دسامبر ۲۰۲۳)
{| class="wikitable"
! سال‌ها !! باشگاه !! بازی !! گل
|-
| ۲۰۰۵–۲۰۰۶ || اورتون || ۰ || ۰
|-
| ۲۰۰۶–۲۰۰۸ || آکرینگتون استنلی || ۷۳ || ۲
|-
| ۲۰۰۸–۲۰۰۹ || چستر سیتی || ۳۱ || ۰
|-
| ۲۰۱۰–۲۰۱۵ || ورکسام || ۱۸۱ || ۱۶
|-
| ۲۰۱۵–۲۰۱۹ || ترانمره راورز || ۱۲۷ || ۸
|-
| ۲۰۱۹–۲۰۲۰ || مکلسفیلد تاون || ۲۵ || ۱
|-
| ۲۰۲۰–۲۰۲۱ || ورکسام || ۳۷ || ۱
|-
| ۲۰۲۱–اکنون || وارینگتون تاون || ۷۰+ || ۷+
|}
== افتخارات ==
* صعود به لیگ بالاتر همراه با [[باشگاه فوتبال ترانمره راورز|ترانمره راورز]] (۲۰۱۸)
* حضور در پلی‌آف‌های لیگ ملی با [[باشگاه فوتبال ورکسام|ورکسام]]
== منابع ==
- {{یادکرد وب |عنوان=Jay Harris |نشانی=https://www.soccerbase.com/players/player.sd?player_id=43604 |ناشر=Soccerbase |بازبینی=۲۰ اوت ۲۰۲۵}}

- {{یادکرد وب |عنوان=Jay Harris |نشانی=https://www.transfermarkt.com/jay-harris/profil/spieler/43949 |ناشر=Transfermarkt |بازبینی=۲۰ اوت ۲۰۲۵}}

- {{یادکرد وب |عنوان=Jay Harris – Wrexham Archive |نشانی=https://www.wrexhamafcarchive.co.uk/player.php?id=570 |ناشر=Wrexham AFC Archive |بازبینی=۲۰ اوت ۲۰۲۵}}

== پیوند به بیرون ==
* [https://www.soccerbase.com/players/player.sd?player_id=43604 پروفایل در Soccerbase]
* [https://www.transfermarkt.com/jay-harris/profil/spieler/43949 پروفایل در Transfermarkt]
* [https://www.wrexhamafcarchive.co.uk/player.php?id=570 پروفایل در Wrexham AFC Archive]
[[رده:بازیکنان فوتبال اهل انگلستان]]
[[رده:بازیکنان باشگاه اورتون]]
[[رده:بازیکنان باشگاه آکرینگتون استنلی]]
[[رده:بازیکنان باشگاه چستر سیتی]]
[[رده:بازیکنان باشگاه ورکسام]]
[[رده:بازیکنان باشگاه ترانمره راورز]]
[[رده:بازیکنان باشگاه مکلسفیلد تاون]]
[[رده:بازیکنان باشگاه وارینگتون تاون]]
[[رده:هافبک‌های فوتبال]]